# نواف محمد العتیبی
نواف محمد العتیبی (انگلیسی: Nawaf Mohammad Al-Otaibi؛ زادهٔ ۴ مهٔ ۱۹۸۲) بازیکن فوتبال اهل کویت بود.
وی همچنین در تیم ملی فوتبال کویت بازی کرده‌است.